# 灰胸咬鵑
灰胸咬鵑（學名：Harpactes whiteheadi）是鳥類咬鹃科的一種。它是婆罗洲的特有動物，生活在島上的原始森林,是婆罗洲最大的咬鹃科動物之一，长達29到33厘米（11 到 13 英寸），是一種两性异形的動物。雄性的头部、颈部和下部呈現深红色，喉咙呈現黑色，胸部呈現灰色, 其余上半的身都是肉桂色的。雌性的图案相似，但是呈現肉桂棕色，而雄性則是肉桂色。该物种最早由理查德·鲍德勒·夏普于1888年進行物種描述的鑑定，并以英国探险家和收藏家约翰·怀特黑德的名字命名，没有其他亚种。
它是一种食虫动物，但也吃各种植物材料，包括水果和种子。除了繁殖的时间外，人们对它的繁殖生物学知之甚少。国际自然保护联盟将灰胸咬鵑列为近危物种。虽然数量尚未量化，但人们认为其数量正在下降。其中，失去栖息地是一个关键威胁。

## 分類和詞源
1888 年，英国鸟类学家理理查德·鮑德勒·夏普首次在马来西亚京那巴鲁山采集的标本對灰胸咬鵑進行了物種描述的鑒定。他给它將它的学名命名为「Harpactes whiteheadi」，并将其归入亞洲的咬鵑科，其下没有亚种。分子研究表明，它与菲律宾咬鵑科最接近。
属名Harpactes來自希腊语harpaktes ，意思是「抢劫」。该种加词和常见名称是为了纪念首次采集这种鸟的英国探险家约翰·怀特黑德(John Whitehead) 。

## 介紹
像大多数咬鵑科一样，灰胸咬鵑是两性异形的。男性比女性多得多。它是婆罗洲最大的咬鵑科之一，长 29 到 33 厘米（11 到 13 英寸）。雄性在额头上、冠冕、颈部和头部两侧是深红色的，眼睛周围是裸露的蓝色皮肤。他的其他上半身都是肉桂棕色的。他的喉咙部位是黑色的，遮住了灰色的乳房，但他的下半身是深红色的。他的翅膀主要是黑色的，隐蔽处有白色的条纹。他的尾巴下面大多是白色的。在上面，两根中央尾羽呈現肉桂色，尖端是宽大的黑色，其余的尾羽主要是黑色的。最外层的尾羽在末端和外侧腹板上是白色的。他有着蓝色的喙、粉棕色的腿和脚，以及红棕色的虹膜。雌性的图案相似，但更暗淡，肉桂棕色取代了雄性的深红色。她迂迴和翅膀封面上的栏杆是肉桂棕色的，而不是白色的。未成熟的雌性与成年雌性相似，但她的整个腹部颜色均匀，缺乏成虫的黑色喉咙和灰色上乳房。她喙上的蓝色也更少。

### 叫聲
灰胸咬鵑很少叫。它的叫聲是一个巨大的系列，由四到五个刺耳、缓慢的音符组成，音调均匀，并被多次转写为「kwau kwau kwau kwau」、「wark wark wark wark」或「poop poop poop」。它还有一个粗喉的聲音，有时后面跟着响亮的「kekekeke」。

## 分佈和生活環境
灰胸咬鵑的是婆罗洲的特有种，位于海拔 900 至 2,000 米（3,000 至 6,600 英尺）之间的山区。它仅生活在原始森林裏有利于潮湿的山谷，是罕见卻鲜为人知的栖息地。

### 其他來源
- BirdLife International. . The IUCN Red List of Threatened Species. 2016: e.T22682842A92963507. doi:10.2305/IUCN.UK.2016-3.RLTS.T22682842A92963507.en .
- Beolens, Bo; Watkins, Michael. . London: Christopher Helm. 2003. ISBN 978-0-7136-6647-2.
- Collar, Nigel G. del Hoyo, Josep; Elliott, Andrew; Sargatal, Jordi , 编. . 6: Mousebirds to Hornbills. Barcelona: Lynx Edicions. 2001. ISBN 978-84-87334-30-6.
- Cramp, Stanley (编). . 1. Ostrich to Ducks. Oxford University Press. 1977. ISBN 978-0-19-857358-6.
- Hosner, Peter A.; Sheldon, Frederick H.; Lim, Haw Chuan; Moyle, Robert G. . Molecular Phylogenetics and Evolution. 2010, 57: 1219–1225. doi:10.1016/j.ympev.2010.09.008.
- Jobling, James A. . London, UK: Christopher Helm. 2010. ISBN 978-1-4081-2501-4.
- Myers, Susan.  2nd. London, UK: Christopher Helm. 2016. ISBN 978-1-4729-2444-5.
- Phillipps, Quentin; Phillipps, Karen.  3rd. Princeton, NJ: Princeton University Press. 2014. ISBN 978-0-691-16167-9.
- Sharpe, Richard Bowdler. . The Ibis. October 1888, 24: 383–396  [2021-04-20]. （原始内容存档于2021-04-20）.
- Sheldon, Frederick H.; Moyle, Robert G.; Kennard, Jody.  (PDF). Washington, DC: American Ornithologists' Union. 2001  [2021-04-20]. JSTOR 40166890. （原始内容存档 (PDF)于2021-04-20）.
- van Els, Paul; Chua, Vivien L.; Burner, Ryan C.; Rahman, Mustafa Abdul; Sheldon, Frederick H. . Raffles Bulletin of Zoology. 2016, 64: 76–78.